# Operatie Renovatie
Operatie Renovatie is een televisieprogramma op de Vlaamse zender VTM. Het is een realityserie over 5 koppels die 5 huizen renoveren. Het programma wordt uitgezonden in 2012 en gepresenteerd door Evi Hanssen.

## Verloop
In elk huis krijgt elk koppel een kamer ter beschikking die ze in 10 dagen moeten renoveren. Ze krijgen een bepaald budget voor handen waar wel zuinig mee moet omgegaan worden en dat men niet mag overschrijden, of er gaat een bedrag af van de totale prijzenpot van €100 000. Na de eerste drie huizen kregen de winnaars punten van de bewoners en de besten kregen een hoofdprijs van €3000. Bij elke kamer die niet afraakte, werden de kosten voor de verdere renovatie afgetrokken van de hoofdprijs. Vanaf het 4de huis werd er gewerkt met een afvalsysteem. De 2 koppels die onderaan de rangschikking staan moeten een battle doen en in 4 dagen nog een kamer renoveren. De winnaar van deze battle mag door naar het allerlaatste 5de huis.

## Deelnemers
- Leentje en Peter (finale) (2x Kamerprijs) (eindigden 2e in finale)
- Evelyn en Stijn (finale) (1x Kamerprijs) (eindigden 3e in finale)
- Gunther en Gert (finale) (3x Kamerprijs) (WINNAARS)
- Roy en Alexander (afgevallen bij 4e huis)
- Angelina en Salvatore (opgegeven bij 5e huis)

## Tegenvallende kijkcijfers
Operatie Renovatie werd vooraf aangekondigd als de opvolger van succesformule Mijn Restaurant. Vanaf de eerste aflevering waren de kijkcijfers echter nooit hoger dan 500.000 kijkers.
Daarom is er ook besloten door VTM om geen tweede seizoen te maken.